# Гончарук, Даниил Евгеньевич
Даниил Евгеньевич Гончарук (укр. Данило Євгенович Гончарук; род. 13 июля 2002, Кировоград) — украинский футболист, нападающий клуба «Буковина».

## Игровая карьера

### Клубная
Родился в Кировограде. В ДЮФЛУ с 2015 по 2019 год выступал за «Олимпийский колледж имени Ивана Поддубного» и «Шахтёр» (Донецк) — 83 матча (59 голов). В начале августа 2019 переведен в юношескую команду «горняков». Начиная с сезона 2020/21 годов начал привлекаться к молодежной команде «Шахтёра». В юношеском (U-19) и молодежном чемпионатах Украины провел 44 матча и отличился 24 голами.
Осенью 2020 года в лагере горняков произошла вспышка болезни COVID-19, из-за чего к тренировкам с первой командой пришлось привлекать молодежных и юношеских команд. 17 октября 2020 впервые попал в заявку донецкого клуба на матче Премьер-лиги Украины, против «Львова», в котором «горняки» победили со счетом 5:1, но Даниил остался на скамейке запасных. А уже 21 октября 2020 попал в заявку «Шахтёра» на победный (3:2) выездном поединке 1-го тура группового этапа Лиги чемпионов УЕФА против мадридского «Реала», но на поле также не выходил. Однако за «горняков» играл только в Юношеской лиге УЕФА, в которой дебютировал 15 сентября 2021 в победном (5:0) выездном поединке 1-го тура против тираспольского «Шерифа». Даниил вышел на поле в стартовом составе, на 64-й минуте отличился голом, а на 78-й минуте его заменил Владислав Погорелый. Всего в Юношеской лиге УЕФА сыграл 6 матчей и отличился 2-мя голами.
В конце февраля 2022 отправился в аренду в «Мариуполь», но из-за российской агрессии на территории Украины так и не сыграл за «приазовцев» ни одного официального матча. По данным главного тренера «Мариуполя» Остапа Маркевича в конце марта 2022 Даниил Гончарук должен был отправиться в аренду в один из клубов Сан-Марино, но переход так и не состоялся. В конце концов, 6 апреля 2022 отправился в аренду до завершения сезона в каталонскую «Льейду». За новую команду дебютировал 10 апреля 2022 в победном (2:1) выездном поединке 29-го тура Сегунда Дивизиона против «Террассы». Даниил вышел на поле на 83-й минуте, заменив Хоэля Фебаса.
Перед стартом сезона 2023/24 на правах аренды пополнил состав клубу «Кривбасс». За криворожский клуб дебютировал в матче 11-го тура УПЛ против «Металлиста 1925», выйдя на замену в конце встречи — это была его единственная игра в рамках высшего дивизиона. В феврале 2024 подписал контракт с перволиговым футбольным клубом «Буковина».

### В сборной
Впервые вызов в юношескую сборную Украины (U-16) получил в 2017 году. Дебютировал за вышеуказанную команду 23 мая того же года в товарищеском матче против сверстников из Чехии, а дебютным голом отличился 24 марта 2018 года в матче против сверстников из Грузии. В общей сложности за команду U-16 в период 2017—2018 годов провел 13 поединков, в которых отличился 2 голами.
Вызов в юношескую сборную Украины (U-17) получил в августе 2018 году, за которую дебютировал 15 числа в победном (2:0) товарищеском матче против сверстников из Словакии. В официальном матче в футболке юношеской сборной Украины (U-17) впервые сыграл 10 октября 2018 в ничейном (2:2) выездном поединке квалификации юношеского чемпионата Европы (U-17) 2019 против Исландии. Гончарук вышел на поле на 57-й минуте, заменив Богдана Вьюнника. В общей сложности за юношескую сборную Украины (U-17) сыграл 14 матчей и отметился 2 голами.
В ноябре 2022 года вызвался в состав молодежной сборной Украины, за которую сыграл в двух товарищеских матчах против сверстников из Израиля и Грузии.

## Достижения
«Кривбасс»
- Бронзовый призёр чемпионата Украины: 2023/24